# Hermann Gretener
Hermann Gretener (ur. 8 września 1942 w Bertschikon bei Gossau, zm. 27 marca 2022) – szwajcarski kolarz przełajowy, czterokrotny medalista mistrzostw świata.

## Kariera
Pierwszy sukces w karierze Hermann Gretener osiągnął w 1966 roku, kiedy zdobył srebrny medal w kategorii elite podczas przełajowych mistrzostw świata w Beasain. W zawodach tych wyprzedził go jedynie Belg Eric De Vlaeminck, a trzecie miejsce zajął Rolf Wolfshohl z RFN. Wynik ten powtórzył na rozgrywanych dwa lata później mistrzostwach świata w Luksemburgu, gdzie rozdzielił De Vlaemincka i Francuza Michela Pelchata. Zajmował też trzecie miejsce na mistrzostwach świata w Zurychu w 1967 roku i rozgrywanych pięć lat później mistrzostwach świata w Pradze. W pierwszym przypadku wyprzedzili go tylko Włoch Renato Longo i Rolf Wolfshohl, a w drugim De Vlaeminck i ponownie Wolfshohl. Wielokrotnie zdobywał medale przełajowych mistrzostw Szwajcarii, w tym sześć złotych. Nigdy nie wystąpił na igrzyskach olimpijskich. W 1978 roku zakończył karierę.